# Бакшиш
Бакшиш е възнаграждение за обслужаване (в ресторант, бар, такси, хотел, фризьорски салон, и пр.), което е допълнително „дадено на ръка“ над предварително уговорената сума.
Едрите суми, давани, за да бъде свършена някаква работа, могат да бъдат тълкувани като подкуп.

## Етимология
Думата е от персийски произход – bakshish (بخشش), което означава „дар“. Разпространена е в Турция и всички територии на бившата Османска империя. Смята се, че думата бакшиш е свързана с персийската бакхшидан – което означава „давам“, както и бъкши – което означава „допълнително“ или „даром“.

## По света
Заведенията в САЩ имат регламентиран процент възнаграждение за обслужващия персонал (service fee, такса за обслужване). Очаква се клиентът да плати допълнително сума между 15 и 25% от цената на консумацията. Процентът е регламентиран в меморандума на Националната асоциация на ресторантьорите в САЩ.
В Европа (и България) бакшишът се възприема като награда за добре свършена работа или добро обслужване. В Швейцария, Холандия и Австрия размерът на бакшиша е 3-5% от сумата. В Скандинавските страни и Италия бакшишът (ит. servizio e coperto, такса за обслужване и сервиране) се включва в сметката и варира около 7-10%. Във Франция бакшишът се включва в сметката (като pourboire, буквално за да пийнеш), но е прието да се даде и допълнително дребна сума. В Гърция се нарича (филодорима, „дружески подарък“) и представлява задължителни 10% от сметката.
В Япония не е прието да се дава бакшиш. Презумпцията е, че цялото заплащане на служителите се урежда от работодателя им, а клиентът има финансови взаимоотношения само с него. Японските служители възприемат даването на бакшиш за оскърбление, тъй като те смятат, че са длъжни да си вършат работата добре по подразбиране.
В Китай даването на бакшиш официално е забранено, но на практика е 5-10% от сумата за обслужване.

## В разговорния български език
- В разговорния език „бакшиш“ се ползва и като нарицателно за таксиметров шофьор.